# Busy Being Fabulous
"Busy Being Fabulous" é uma música escrita por Don Henley e Glenn Frey, gravada pela banda Eagles.
É o terceiro e último single do álbum "Long Road Out of Eden".

## Paradas
Singles
| Ano  | Single                | Posição    | Posição | Posição      | Posição |
| Ano  | Single                | US Country | US      | US Main Rock | US AC   |
| ---- | --------------------- | ---------- | ------- | ------------ | ------- |
| 2007 | "Busy Being Fabulous" | 28         | —       | —            | 13      |